# Blue Sky
Blue Sky er et amerikansk drama fra 1994 instrueret af Tony Richardson med Jessica Lange og Tommy Lee Jones i hovedrollerne. Filmen beskriver problemerne for en amerikansk officer, da han bliver for kritisk, og hans kone med psykiske problemer og deres kamp for at få respekt i hæren. Filmen indbragte Jessica Lange en Oscar for bedste kvindelige hovedrolle.

## Handling
I begyndelsen af 1960'erne er major Hank Marshall (Tommy Lee Jones) og hans hustru Carry (Jessica Lange) et militærægtepar, hvis ægteskab knager som følge af pres fra hans arbejde og hendes psykiske ustabilitet. Hank er atomingeniør, der går ind for underjordiske atomprøvesprængninger og modstander af sine overordnedes ønske om overfladesprængninger. Carly er frisindet, men falder efterhånden ind i en alvorlig depression, som forstærkes af hjemlige skærmydsler og angst for at blive ældre. Familien flytter fra Hawaii til en gudsforladt base i Alabama til fortrydelse for parrets ældste datter Alex. Carly har en affære med basens chef, Vince Johnson (Powers Boothe).
For at slippe for Hanks vedvarende rapporter om problemerne med sprængningerne lokker den militære ledelse Carly til at underskrive papirer, der sender Hank på et sindsygehospital. Da omfanget af hendes handling går op for Carly, tager hun sig sammen og gør Hanks arbejde færdig ved at lade hans rapporter komme til offentlighedens kendskab, og derved opnår hun sit vigtigste mål: At få Hank fri og familien samlet igen.

## Medvirkende
- Jessica Lange – Carly Marshall
- Tommy Lee Jones – Henry 'Hank' Marshall
- Powers Boothe – Vincent 'Vince' Johnson
- Carrie Snodgrass – Vera Johnson
- Chris O'Donnell – Glenn Johnson
- Mitch Ryan – Ray Stevens
- Dale Dye – Mike Anwalt

## Baggrund og produktion
Historien bag filmen er skrevet af Rama Laurie Stagner på baggrund af hendes egne oplevelser som militærbarn. 
Filmen var færdig allerede i 1991, men da det oprindelige filmstudie Orion Pictures gik i betalingsstandsning, forblev filmen på hylden, til den fik premiere i 1994, da firmaet var blevet rekonstrueret. Dette nåede instruktøren Tony Richardson ikke at opleve, da han døde kort efter filmens færdiggørelse.